# French Open 2011
Die 110. French Open fanden vom 22. Mai bis 5. Juni 2011 in Paris im Stade Roland Garros statt.
Titelverteidiger im Einzel waren Rafael Nadal bei den Herren sowie Francesca Schiavone bei den Damen. Im Herrendoppel waren Daniel Nestor und Nenad Zimonjić, im Damendoppel Serena und Venus Williams die Titelverteidiger. Katarina Srebotnik und Nenad Zimonjić waren die Titelverteidiger im Mixed.
Bei den Herren siegte Rafael Nadal, der mit seinem sechsten Einzelerfolg den Rekord des Schweden Björn Borg einstellen konnte, der ebenfalls sechs Einzelsiege vorzuweisen hat. Bei den Damen gewann mit der Chinesin Li Na zum ersten Mal eine Asiatin einen Grand-Slam-Einzeltitel. Im Damendoppel und Mixed-Wettbewerb waren jeweils ungesetzte Paarungen erfolgreich.

## Herreneinzel
Setzliste
| Nr. | Spieler            | Erreichte Runde |
| --- | ------------------ | --------------- |
| 01. | Rafael Nadal       | Sieg            |
| 02. | Novak Đoković      | Halbfinale      |
| 03. | Roger Federer      | Finale          |
| 04. | Andy Murray        | Halbfinale      |
| 05. | Robin Söderling    | Viertelfinale   |
| 06. | Tomáš Berdych      | 1. Runde        |
| 07. | David Ferrer       | Achtelfinale    |
| 08. | Jürgen Melzer      | 2. Runde        |
| 09. | Gaël Monfils       | Viertelfinale   |
| 10. | Mardy Fish         | 3. Runde        |
| 11. | Nicolás Almagro    | 1. Runde        |
| 12. | Michail Juschny    | 3. Runde        |
| 13. | Richard Gasquet    | Achtelfinale    |
| 14. | Stanislas Wawrinka | Achtelfinale    |
| 15. | Viktor Troicki     | Achtelfinale    |
| 16. | Fernando Verdasco  | 3. Runde        |

| Nr. | Spieler                | Erreichte Runde |
| --- | ---------------------- | --------------- |
| 17. | Jo-Wilfried Tsonga     | 3. Runde        |
| 18. | Gilles Simon           | Achtelfinale    |
| 19. | Marin Čilić            | 1. Runde        |
| 20. | Florian Mayer          | 2. Runde        |
| 21. | Oleksandr Dolhopolow   | 3. Runde        |
| 22. | Michaël Llodra         | 1. Runde        |
| 23. | Thomaz Bellucci        | 3. Runde        |
| 24. | Sam Querrey            | 2. Runde        |
| 25. | Juan Martín del Potro  | 3. Runde        |
| 26. | Milos Raonic           | 1. Runde        |
| 27. | Marcos Baghdatis       | 2. Runde        |
| 28. | Nikolai Dawydenko      | 2. Runde        |
| 29. | Janko Tipsarević       | 3. Runde        |
| 30. | Guillermo García López | 3. Runde        |
| 31. | Serhij Stachowskyj     | 3. Runde        |
| 32. | Kevin Anderson         | 2. Runde        |

## Dameneinzel
Setzliste
| Nr. | Spielerin                    | Erreichte Runde |
| --- | ---------------------------- | --------------- |
| 01. | Caroline Wozniacki           | 3. Runde        |
| 02. | Kim Clijsters                | 2. Runde        |
| 03. | Wera Swonarjowa              | Achtelfinale    |
| 04. | Wiktoryja Asaranka           | Viertelfinale   |
| 05. | Francesca Schiavone          | Finale          |
| 06. | Li Na                        | Sieg            |
| 07. | Marija Scharapowa            | Halbfinale      |
| 08. | Samantha Stosur              | 3. Runde        |
| 09. | Petra Kvitová                | Achtelfinale    |
| 10. | Jelena Janković              | Achtelfinale    |
| 11. | Marion Bartoli               | Halbfinale      |
| 12. | Agnieszka Radwańska          | Achtelfinale    |
| 13. | Swetlana Kusnezowa           | Viertelfinale   |
| 14. | Anastassija Pawljutschenkowa | Viertelfinale   |
| 15. | Andrea Petković              | Viertelfinale   |
| 16. | Kaia Kanepi                  | 3. Runde        |

| Nr. | Spielerin          | Erreichte Runde |
| --- | ------------------ | --------------- |
| 17. | Julia Görges       | 3. Runde        |
| 18. | Flavia Pennetta    | 1. Runde        |
| 19. | Shahar Peer        | 1. Runde        |
| 20. | Ana Ivanović       | 1. Runde        |
| 21. | Yanina Wickmayer   | 3. Runde        |
| 22. | Dominika Cibulková | 1. Runde        |
| 23. | Alissa Kleibanowa  | Rückzug         |
| 24. | Jarmila Gajdošová  | 3. Runde        |
| 25. | Marija Kirilenko   | Achtelfinale    |
| 26. | Nadja Petrowa      | 1. Runde        |
| 27. | Alexandra Dulgheru | 2. Runde        |
| 28. | Daniela Hantuchová | Achtelfinale    |
| 29. | Peng Shuai         | 3. Runde        |
| 30. | Roberta Vinci      | 3. Runde        |
| 31. | Klára Zakopalová   | 1. Runde        |
| 32. | Zwetana Pironkowa  | 2. Runde        |

## Herrendoppel
Setzliste
| Nr. | Paarung                              | Erreichte Runde |
| --- | ------------------------------------ | --------------- |
| 01. | Bob Bryan Mike Bryan                 | Halbfinale      |
| 02. | Maks Mirny Daniel Nestor             | Sieg            |
| 03. | Mahesh Bhupathi Leander Paes         | 2. Runde        |
| 04. | Michaël Llodra Nenad Zimonjić        | Halbfinale      |
| 05. | Rohan Bopanna Aisam-ul-Haq Qureshi   | Viertelfinale   |
| 06. | Mariusz Fyrstenberg Marcin Matkowski | 1. Runde        |
| 07. | Łukasz Kubot Oliver Marach           | 1. Runde        |
| 08. | Wesley Moodie Dick Norman            | 1. Runde        |

| Nr. | Paarung                            | Erreichte Runde |
| --- | ---------------------------------- | --------------- |
| 09. | Robert Lindstedt Horia Tecău       | Viertelfinale   |
| 10. | Eric Butorac Jean-Julien Rojer     | 1. Runde        |
| 11. | Marcelo Melo Bruno Soares          | 2. Runde        |
| 12. | Mark Knowles Michal Mertiňák       | 1. Runde        |
| 13. | Marc López David Marrero           | 2. Runde        |
| 14. | František Čermák Filip Polášek     | Achtelfinale    |
| 15. | John Isner Sam Querrey             | 1. Runde        |
| 16. | Serhij Stachowskyj Michail Juschny | 2. Runde        |

## Damendoppel
Setzliste
| Nr. | Paarung                                   | Erreichte Runde |
| --- | ----------------------------------------- | --------------- |
| 01. | Gisela Dulko Flavia Pennetta              | Viertelfinale   |
| 02. | Květa Peschke Katarina Srebotnik          | Viertelfinale   |
| 03. | Vania King Jaroslawa Schwedowa            | Halbfinale      |
| 04. | Liezel Huber Lisa Raymond                 | Halbfinale      |
| 05. | Wiktoryja Asaranka Marija Kirilenko       | Viertelfinale   |
| 06. | Bethanie Mattek-Sands Meghann Shaughnessy | 2. Runde        |
| 07. | Sania Mirza Jelena Wesnina                | Finale          |
| 08. | Iveta Benešová Barbora Záhlavová-Strýcová | 1. Runde        |

| Nr. | Paarung                                             | Erreichte Runde |
| --- | --------------------------------------------------- | --------------- |
| 09. | Nadja Petrowa Anastasia Rodionova                   | Viertelfinale   |
| 10. | Peng Shuai Zheng Jie                                | 2. Runde        |
| 11. | María José Martínez Sánchez Anabel Medina Garrigues | Achtelfinale    |
| 12. | Daniela Hantuchová Agnieszka Radwańska              | 1. Runde        |
| 13. | Chan Yung-jan Monica Niculescu                      | Achtelfinale    |
| 14. | Chuang Chia-jung Wolha Hawarzowa                    | 1. Runde        |
| 15. | Sara Errani Roberta Vinci                           | Achtelfinale    |
| 16. | Natalie Grandin Vladimíra Uhlířová                  | Achtelfinale    |

## Mixed
Setzliste
| Nr. | Paarung                            | Erreichte Runde |
| --- | ---------------------------------- | --------------- |
| 01. | Katarina Srebotnik Nenad Zimonjić  | Finale          |
| 02. | Vania King Daniel Nestor           | 1. Runde        |
| 03. | Květa Peschke Aisam-ul-Haq Qureshi | Achtelfinale    |
| 04. | Jelena Wesnina Maks Mirny          | Achtelfinale    |

| Nr. | Paarung                     | Erreichte Runde |
| --- | --------------------------- | --------------- |
| 05. | Zheng Jie Mahesh Bhupathi   | Achtelfinale    |
| 06. | Liezel Huber Wesley Moodie  | 1. Runde        |
| 07. | Iveta Benešová Leander Paes | Viertelfinale   |
| 08. | Lisa Raymond Oliver Marach  | 1. Runde        |

## Junioreneinzel
Setzliste
| Nr. | Spieler                 | Erreichte Runde |
| --- | ----------------------- | --------------- |
| 01. | Jiří Veselý             | 1. Runde        |
| 02. | Hugo Dellien            | 2. Runde        |
| 03. | Filip Horanský          | Achtelfinale    |
| 04. | Oliver Golding          | Viertelfinale   |
| 05. | Tiago Fernandes         | 1. Runde        |
| 06. | Roberto Carballés Baena | Achtelfinale    |
| 07. | Mate Pavić              | 1. Runde        |
| 08. | Andrew Whittington      | 2. Runde        |

| Nr. | Spieler          | Erreichte Runde |
| --- | ---------------- | --------------- |
| 09. | George Morgan    | 1. Runde        |
| 10. | João Pedro Sorgi | Achtelfinale    |
| 11. | Joris De Loore   | Achtelfinale    |
| 12. | Patrick Ofner    | 1. Runde        |
| 13. | Thiago Monteiro  | 1. Runde        |
| 14. | Dominic Thiem    | Finale          |
| 15. | Luke Saville     | 1. Runde        |
| 16. | Bruno Sant’Anna  | 2. Runde        |

## Juniorinneneinzel
Setzliste
| Nr. | Spielerin           | Erreichte Runde |
| --- | ------------------- | --------------- |
| 01. | Darja Gawrilowa     | Viertelfinale   |
| 02. | Irina Chromatschowa | Halbfinale      |
| 03. | Caroline Garcia     | Halbfinale      |
| 04. | Natalija Kostić     | Viertelfinale   |
| 05. | Mónica Puig         | Finale          |
| 06. | Danka Kovinić       | Achtelfinale    |
| 07. | Julija Putinzewa    | Viertelfinale   |
| 08. | Montserrat González | 2. Runde        |

| Nr. | Spielerin           | Erreichte Runde |
| --- | ------------------- | --------------- |
| 09. | Ons Jabeur          | Sieg            |
| 10. | Miho Kowase         | 1. Runde        |
| 11. | Alison Van Uytvanck | Achtelfinale    |
| 12. | Hanna Posnichirenko | 1. Runde        |
| 13. | Darja Salnikowa     | 2. Runde        |
| 14. | Maryna Zanevska     | Achtelfinale    |
| 15. | Kateryna Koslowa    | 1. Runde        |
| 16. | Victoria Bosio      | 1. Runde        |

## Juniorendoppel
Setzliste
| Nr. | Paarung                                              | Erreichte Runde |
| --- | ---------------------------------------------------- | --------------- |
| 01. | Oliver Golding Jiří Veselý                           | Viertelfinale   |
| 02. | George Morgan Mate Pavić                             | Achtelfinale    |
| 03. | Hugo Dellien Diego Hidalgo                           | Achtelfinale    |
| 04. | Andrés Artuñedo Martinavarro Roberto Carballés Baena | Sieg            |

| Nr. | Paarung                         | Erreichte Runde |
| --- | ------------------------------- | --------------- |
| 05. | Luke Saville João Pedro Sorgi   | Achtelfinale    |
| 06. | Mate Delić Filip Horanský       | 1. Runde        |
| 07. | Thiago Monteiro Bruno Sant’Anna | Achtelfinale    |
| 08. | Ben Wagland Andrew Whittington  | 1. Runde        |

## Juniorinnendoppel
Setzliste
| Nr. | Paarung                             | Erreichte Runde |
| --- | ----------------------------------- | --------------- |
| 01. | Natalija Kostić Danka Kovinić       | Achtelfinale    |
| 02. | Irina Chromatschowa Maryna Zanevska | Sieg            |
| 03. | Ons Jabeur Alison Van Uytvanck      | Viertelfinale   |
| 04. | Miyu Katō Miho Kowase               | 1. Runde        |

| Nr. | Paarung                               | Erreichte Runde |
| --- | ------------------------------------- | --------------- |
| 05. | Domenica Gonzalez Montserrat González | 1. Runde        |
| 06. | Indy de Vroome Hanna Posnichirenko    | Achtelfinale    |
| 07. | Jovana Jakšić Yuliana Lizarazo        | Achtelfinale    |
| 08. | Jana Čepelová Chantal Škamlová        | Viertelfinale   |

## Herreneinzel-Rollstuhl
Setzliste
| Nr. | Spieler         | Erreichte Runde |
| --- | --------------- | --------------- |
| 01. | Shingo Kunieda  | Halbfinale      |
| 02. | Stéphane Houdet | Halbfinale      |

## Dameneinzel-Rollstuhl
Setzliste
| Nr. | Spielerin       | Erreichte Runde |
| --- | --------------- | --------------- |
| 01. | Esther Vergeer  | Sieg            |
| 02. | Jiske Griffioen | Halbfinale      |

## Herrendoppel-Rollstuhl
Setzliste
| Nr. | Paarung                       | Erreichte Runde |
| --- | ----------------------------- | --------------- |
| 01. | Shingo Kunieda Nicolas Peifer | Sieg            |
| 02. | Maikel Scheffers Ronald Vink  | Halbfinale      |

## Damendoppel-Rollstuhl
Setzliste
| Nr. | Paarung                        | Erreichte Runde |
| --- | ------------------------------ | --------------- |
| 01. | Esther Vergeer Sharon Walraven | Sieg            |
| 02. | Jiske Griffioen Aniek van Koot | Finale          |